# Honda RA107
Der Honda RA107 war der Formel-1-Rennwagen von Honda Racing für die Formel-1-Weltmeisterschaft 2007.

## Technik und Entwicklung
Der RA107 war eine Weiterentwicklung des Vorjahreswagens Honda RA106. Die Überarbeitung lief unter der Regie des technischen Direktors Shuhei Nakamoto um Chefdesigner Kevin Taylor und Chefaerodynamiker Mariano Alperin-Bruvera. Der Vertrag mit dem Treibstofflieferanten ENEOS wurde verlängert. Da Michelin mit dem Ende der Saison 2006 die Formel 1 verließ, verwendete Honda für den RA107 wie der Rest des Feldes Einheitsbereifung von Bridgestone. Als Werksteam verfügte Honda über einen eigenen Motor, der auch beim Satellitenteam Super Aguri im SA07 zum Einsatz kam. Der Honda RA807E leistete etwa 775 PS bei 19.000 Umdrehungen pro Minute. Weitere technische Komponenten wie das Sieben-Gang-Getriebe wurden ebenfalls von Honda selbst entwickelt.

## Lackierung und Sponsoring
Die große Besonderheit des RA107 lag in seiner Lackierung. Honda führte das etablierte Farbschema weiß-rot-ocker nicht weiter, sondern entschied sich für einen gänzlich neuen Ansatz: Eine Satellitenfotografie der Erde wurde über das komplette Fahrzeug dargestellt und mit Ausnahme des Heckflügels, der den Link zur inzwischen offline genommenen Informationswebseite myearthdreams.com trug sowie dem Honda-Logo auf der Fahrzeugnase und den Bridgestone-Logos auf dem Frontflügel gab es keine weiteren Sponsorenaufkleber. Dieser ungewöhnliche Ansatz sollte auf Hondas Bemühungen zum Umweltschutz aufmerksam machen. Das Unternehmen wurde Ende 2007 dafür mit dem einflussreichen Green Award geehrt.

## Fahrer und Saisonverlauf
Zur Saison 2007 wurden die Verträge der bisherigen Fahrer Jenson Button (Startnummer 7) und Rubens Barrichello (Startnummer 8) verlängert. Als Test-/Ersatzfahrer wurden Mike Conway, Luca Filippi, Christian Klien und James Rossiter verpflichtet.
Die guten Leistungen des RA106 in der Saison 2006 konnten mit dem RA107 2007 nicht wiederholt werden. Zwar erwies sich der Wagen als sehr zuverlässig, war jedoch in puncto Schnelligkeit deutlich ins Hintertreffen geraten. Nur noch vereinzelte Punkteplatzierungen waren möglich, das beste Saisonergebnis war ein fünfter Platz in China durch Jenson Button. Barrichello blieb zum ersten und einzigen Mal in seiner Karriere eine ganze Saison punketlos. Am Ende der Saison belegte Honda mit nur sechs Gesamtpunkten den 8. Platz der Konstrukteure. Button wurde mit seinen sechs Punkten in der Fahrerwertung 15., sein Teamkollege mit null Punkten Zwanzigster. Kurioserweise lag Barrichello damit mehrere Plätze hinter Takuma Satō, der für das eigentlich deutlich schwächere Satellitenteam Super Aguri antrat und mit vier Punkten 17. wurde.

## Resultate
| Fahrer                          | Nr.                             | 1  | 2  | 3   | 4  | 5  | 6   | 7   | 8  | 9  | 10  | 11  | 12 | 13 | 14  | 15  | 16 | 17  | Punkte | Rang |
| ------------------------------- | ------------------------------- | -- | -- | --- | -- | -- | --- | --- | -- | -- | --- | --- | -- | -- | --- | --- | -- | --- | ------ | ---- |
| Formel-1-Weltmeisterschaft 2007 | Formel-1-Weltmeisterschaft 2007 |    |    |     |    |    |     |     |    |    |     |     |    |    |     |     |    |     | 6      | 8.   |
| J. Button                       | 7                               | 15 | 12 | DNF | 12 | 11 | DNF | 12  | 8  | 10 | DNF | DNF | 13 | 8  | DNF | 11* | 5  | DNF | 6      | 8.   |
| R. Barrichello                  | 8                               | 11 | 11 | 13  | 10 | 10 | 12  | DNF | 11 | 9  | 11  | 18  | 17 | 10 | 13  | 10  | 15 | DNF | 6      | 8.   |

| Legende  | Legende            | Legende                                                          |
| Farbe    | Abkürzung          | Bedeutung                                                        |
| -------- | ------------------ | ---------------------------------------------------------------- |
| Gold     | –                  | Sieg                                                             |
| Silber   | –                  | 2. Platz                                                         |
| Bronze   | –                  | 3. Platz                                                         |
| Grün     | –                  | Platzierung in den Punkten                                       |
| Blau     | –                  | Klassifiziert außerhalb der Punkteränge                          |
| Violett  | DNF                | Rennen nicht beendet (did not finish)                            |
| Violett  | NC                 | nicht klassifiziert (not classified)                             |
| Rot      | DNQ                | nicht qualifiziert (did not qualify)                             |
| Rot      | DNPQ               | in Vorqualifikation gescheitert (did not pre-qualify)            |
| Schwarz  | DSQ                | disqualifiziert (disqualified)                                   |
| Weiß     | DNS                | nicht am Start (did not start)                                   |
| Weiß     | WD                 | zurückgezogen (withdrawn)                                        |
| Hellblau | PO                 | nur am Training teilgenommen (practiced only)                    |
| Hellblau | TD                 | Freitags-Testfahrer (test driver)                                |
| ohne     | DNP                | nicht am Training teilgenommen (did not practice)                |
| ohne     | INJ                | verletzt oder krank (injured)                                    |
| ohne     | EX                 | ausgeschlossen (excluded)                                        |
| ohne     | DNA                | nicht erschienen (did not arrive)                                |
| ohne     | C                  | Rennen abgesagt (cancelled)                                      |
| ohne     | keine WM-Teilnahme |                                                                  |
| sonstige | P/fett             | Pole-Position                                                    |
| sonstige | 1/2/3/4/5/6/7/8    | Punktplatzierung im Sprint-/Qualifikationsrennen                 |
| sonstige | SR/kursiv          | Schnellste Rennrunde                                             |
| sonstige | *                  | nicht im Ziel, aufgrund der zurückgelegten Distanz aber gewertet |
| sonstige | ()                 | Streichresultate                                                 |
| sonstige | unterstrichen      | Führender in der Gesamtwertung                                   |